# Sun River
Sun River és una concentració de població designada pel cens dels Estats Units a l'estat de Montana. Segons el cens del 2000 tenia 131 habitants.

## Demografia
Segons el cens del 2000, Sun River tenia 131 habitants, 58 habitatges, i 37 famílies. La densitat de població era de 27,9 habitants per km².
Dels 58 habitatges en un 27,6% hi vivien nens de menys de 18 anys, en un 53,4% hi vivien parelles casades, en un 5,2% dones solteres, i en un 36,2% no eren unitats familiars. En el 31% dels habitatges hi vivien persones soles el 8,6% de les quals corresponia a persones de 65 anys o més que vivien soles. El nombre mitjà de persones vivint en cada habitatge era de 2,26 i el nombre mitjà de persones que vivien en cada família era de 2,84.
Per edats la població es repartia de la següent manera: un 26% tenia menys de 18 anys, un 5,3% entre 18 i 24, un 23,7% entre 25 i 44, un 27,5% de 45 a 60 i un 17,6% 65 anys o més.
L'edat mediana era de 39 anys. Per cada 100 dones de 18 o més anys hi havia 94 homes.
La renda mediana per habitatge era de 25.357 $ i la renda mediana per família de 28.750 $. Els homes tenien una renda mediana de 24.583 $ mentre que les dones 19.531 $. La renda per capita de la població era de 14.647 $. Aproximadament el 13,5% de les famílies i el 10,2% de la població estaven per davall del llindar de pobresa.

## Poblacions més properes
El següent diagrama mostra les poblacions més properes.